# Bentiu-Massaker
Das Bentiu-Massaker 2014 (englisch 2014 Bentiu massacre) war ein militärisches Vorgehen am 15. April 2014 in dem Ort Bentiu, im Norden des Südsudan während des Bürgerkrieges im Südsudan 2013 bis 2018. Die Attacke wurde von The Economist als das „schlimmste Massaker“ (worst massacre) des Bürgerkrieges bezeichnet.

## Ausgangssituation
Vor der Attacke hatten Menschen Zuflucht in Kirchen und Moscheen gesucht, während eine lokale Radiostation Ankündigungen sendete, in denen alle ethnischen Gruppen außer den Nuer von Rebellenkommandanten gewarnt wurden, dass sie kommen würden, um sie zu holen. Es gab auch Aufrufe an andere Gruppen, die Frauen zu vergewaltigen, die nicht Nuer waren.

## Attacke
Aufklärer der UN berichteten, dass die Rebellen Bentiu in schweren Schlachten von den Regierungstruppen eroberten und danach die Kämpfer zwei Tage lang auf die Jagd machten, von denen sie glaubten, dass sie ihre Gegner seien. Die Killer wurden von den Beobachtern der Vereinten Nationen als Einheiten der Sudan People's Liberation Movement-in-Opposition (SPLM/A-IO) unter Führung der Nuer identifiziert. Sie zogen von Ort zu Ort, von Moschee zu Kirche und Krankenhaus und separierten die Menschen nach Ethnie und Religion und erschossen die übrigen.
Zivilisten wurden im Hospital der Stadt ermordet, in einer katholischen Kirche und speziell in der Kali-Ballee Mosque, wo sich hunderte schutzsuchend versammelt hatten und wo die Rebellen „individuell nach bestimmten Nationalitäten und Ethnien sortierten und einige in Sicherheit brachten, während sie andere töteten.“ („separated individuals of certain nationalities and ethnic groups and escorted them to safety, while the others were killed“, UN report). Einer von denjenigen, der nur knapp dem Tod entkam war der prominente ehemalige Warlord und regierungstreue Kommandant Peter Par Jiek.
Noch eine Woche nach dem Massaker lagen Leichen in den Straßen.

## Opfer
Die Regierung des Südsudan sprach von 400 Opfern. Allein in der Moschee gab es „mehr als 200 Zivilisten-Opfer und mehr als 400 Verwundete“ („more than 200 civilians were reportedly killed and over 400 wounded“, Un Report).
Eine Quelle gab an, dass die Opfer hauptsächlich Sudanesen gewesen seien, hauptsächlich Händler von Darfur, sowie Soldaten des Justice and Equality Movement (JEM), einer sudanesischen Rebellengruppe aus Darfur, die beschuldigt wurden, die südsudanesische Regierung zu unterstützen. Die Quelle behauptete, die Soldaten der JEM hätten ihre Uniformen versteckt und in der Moschee Zuflucht gesucht, bevor sie erschossen wurden. Eine sudanesische Menschenrechtsgruppe wies diese Behauptung jedoch zurück und bekräftigte, dass die Opfer unbewaffnete Zivilisten gewesen seien.
Viele andere Opfer waren Zivilisten sowie Dinka-Soldaten der Sudan People’s Liberation Army (SPLA), einer Ethnie, die traditionell Salva Kiirs Regierung unterstützt hatten.

## Folgen
Der Rebellenführer Riek Machar dementierte, seine Truppen seien nicht an dem Massaker beteiligt gewesen. und der Sprecher der Rebellen Lul Ruai Koang behauptete, „die Regierungstruppen und ihre Verbündeten verübten diese heimtückischen Verbrechen bei ihrem Rückzug“ („the government forces and their allies committed these heinous crimes while retreating“).
Das Massaker in Bentiu verschärfte die Animositäten zwischen Dinkas und Nuer in Bahr el Ghazal, wo bis dahin weitgehend Frieden geherrscht hatte. Familien von Dinka-Soldaten, die in Bentiu getötet worden waren, attackierten einen Nuer-SPLA-Soldaten in Mapel, Western Bahr el Ghazal im April 2014 und es entspannen sich Gefechte zwischen den Stämmen, wobei bis zu 200 Nuer-Soldaten von Dinka-Soldaten getötet wurden. Diese Gewaltausbrüche führten zu einer Massen-Desertation von Nuer-Mitgliedern der SPLA in Bahr el Ghazal, die dann in einem Langen Marsch nach Norden in den Sudan flohen.